# Oleandra nodosa
Oleandra nodosa là một loài dương xỉ trong họ Oleandraceae. Loài này được C.Presl mô tả khoa học đầu tiên..
Danh pháp khoa học của loài này chưa được làm sáng tỏ. 